# Alessandro Mazzi
Alessandro Mazzi (né le 16 novembre 1987 à Villafranca di Verona, en Vénétie) est un coureur cycliste italien.

## Biographie
Après une première victoire en 2008 lors de la Coupe des nations Ville Saguenay au Canada, il remporte Vicence-Bionde, le Piccola Sanremo ainsi que le Trophée de la ville de San Vendemiano en 2009.

## Palmarès
- 2006
  - 2e du Trophée Lampre
  - 3e de la Medaglia d'Oro Nino Ronco
- 2007
  - Gran Premio San Bernardino
  - Coppa Stignani
  - Trofeo Sportivi Magnaghesi
  - 2e de la Medaglia d'Oro Nino Ronco
  - 2e de la Coppa d'Inverno
  - 3e du Circuito Molinese
- 2008
  - 1re étape de la Coupe des nations Ville Saguenay
  - 3e du Mémorial Angelo Fumagalli
- 2009
  - Piccola Sanremo
  - Vicence-Bionde
  - Trophée de la ville de San Vendemiano
  - Eroica Espoirs
- 2011
  - Trofeo Franco Balestra
  - 2e du Trophée Adolfo Leoni
- 2012
  - Coppa San Bernardino
  - Giro del Pratomagno
  - Coppa Penna
  - Coppa Cicogna
  - 2e de la Coppa Comune di Castiglion Fiorentino
  - 3e du Giro del Casentino
- 2014
  - 3e du Tour du Maroc
  - 3e de la Visegrad 4 Bicycle Race - GP Czech Republic

## Classements mondiaux
| Année            | 2008 | 2009 | 2010 | 2011 | 2012 | 2013 | 2014 |
| ---------------- | ---- | ---- | ---- | ---- | ---- | ---- | ---- |
| UCI Africa Tour  |      |      |      |      |      |      | 62e  |
| UCI America Tour | 168e |      |      |      |      |      |      |
| UCI Europe Tour  | 288e | 409e |      | 396e | 978e | 758e | 522e |